# Ifigenia (Ennio)
Ifigenia (in latino Iphigenia) è una cothurnata dello scrittore romano Quinto Ennio di cui restano solo frammenti. Era basata sull'Ifigenia in Aulide di Euripide.

## Trama
Pur seguendo fedelmente il dramma euripideo come si nota dai frammenti, invece di un coro di fanciulle Ennio introduceva un coro di guerrieri. Questo elemento, come certe altre divergenze, potrebbe essere indizio che la tragedia fosse una contaminatio anche con la versione sofoclea.